# Hugo Vogel

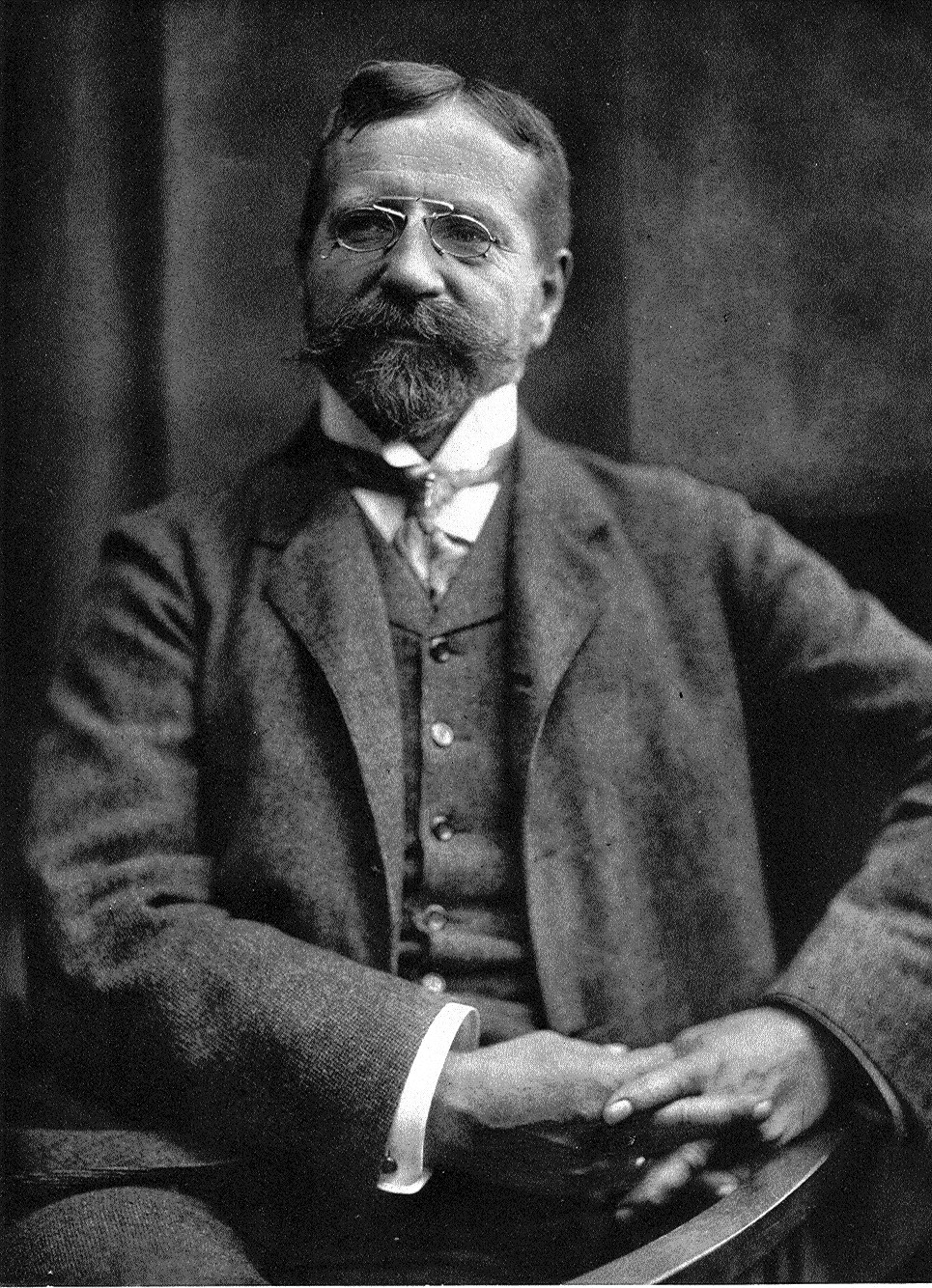
Hugo Vogel en 1905

Hugo Vogel fue un pintor alemán. Nació el 15 de febrero de 1855 en Magdeburgo, Sajonia-Anhalt y murió el 26 de septiembre de 1934 en Berlín.
En el Ayuntamiento de Hamburgo se encuentran varios murales y cuadros pintados por Hugo Vogel que cuentan la historia de la ciudad: El paisaje virgen antes del poblamiento, los primeros agricultores y los primeros pescadores de los ríos Elba y Alster, la cristianización por el obispo Ansgar, el puerto de Hamburgo y su desarrollo hasta comienzos del siglo XX, la entrada del senado en el nuevo ayuntamiento el 26 de octubre de 1897.

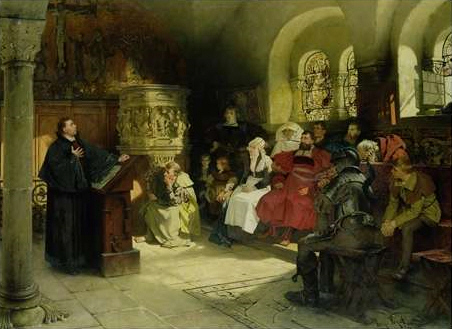
Martín Lutero en el castillo de Wartburg
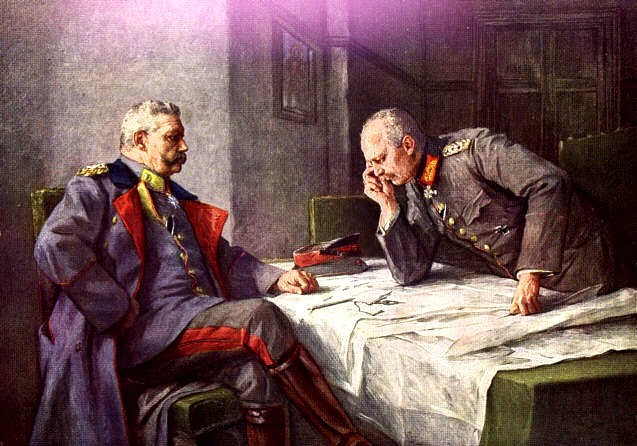
Paul von Hindenburg y Erich Ludendorff
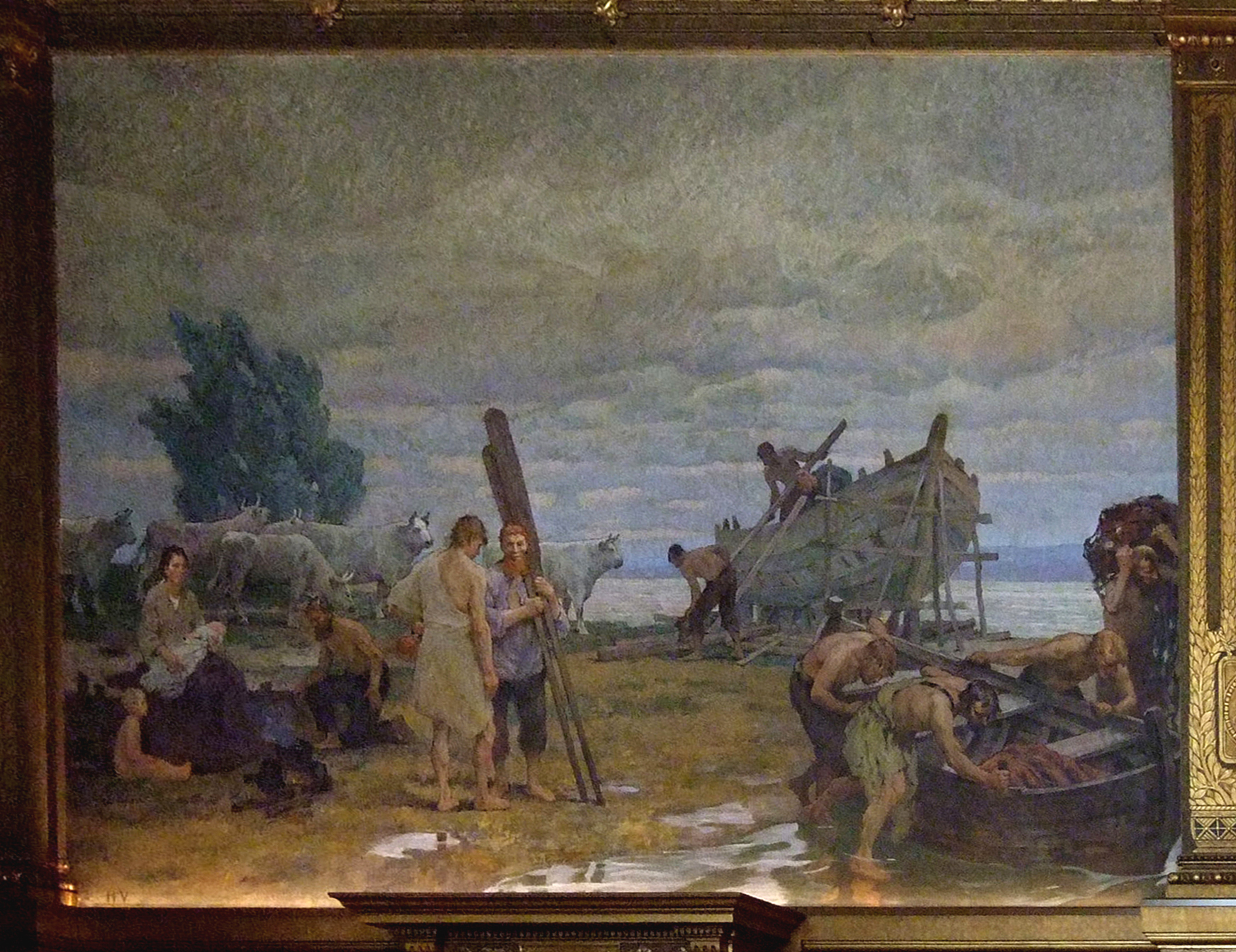
Fundación de la ciudad de Hamburgo